# キャビンアテンダント刑事
『キャビンアテンダント刑事〜ニューヨーク殺人事件〜』（キャビンアテンダントけいじ〜ニューヨークさつじんじけん〜）は、2014年7月7日にフジテレビ系列にて放送された単発作品の2時間ドラマで、主演は深田恭子。2014年7月7日 21:00 - 22:48（JST）に放送された。
1997年から2006年にかけて「金曜エンタテイメント」枠にて年1回放送されていた『スチュワーデス刑事』シリーズの現代版として制作された。日本航空（JAL）が撮影に全面協力し、劇中では制服、飛行機、空港も本物が使用されている。

## あらすじ
JALの国際線担当客室乗務員（キャビンアテンダント…CA）が滞在先で、殺人事件に巻き込まれる形でストーリーが展開する。
主人公のJAL国際線CA（客室乗務員）斉藤美穂を中心に、ソムリエの資格を持っている食通の速水朋子と映画オタクの渡部結が、機内サービスにて提供するワインを選ぶために訪れたニューヨークで、殺人事件に巻き込まれてしまう。

## 「スチュワーデス刑事」との相違
- 「スチュワーデス刑事」ではテーマ曲と劇中の挿入歌が決まっていた（「Around The World」、「マリズィナ」等）が、「キャビンアテンダント刑事」では設定されなかった。
- 主人公の過去や家庭事情、または交友関係などストーリー展開にも関わる人物像についての細かな描写は描かれていない。
- 「スチュワーデス刑事」では毎回主人公らが飛行中の機内にて乗務するシーンからオープニングとなっていたが、「キャビンアテンダント刑事」では逆に主人公らが乗務を終えたあとの機内、もしくは地上勤務中のシーンからオープニングとなる。
- CAと共に事件の解決に関わる“本職”の刑事（坂東圭司に相当する警察官）は一切登場しない。
- “トラベルグルメミステリー”を謳っていた「スチュワーデス刑事」では、毎回主人公の飛鳥がナレーション仕立てで渡航先の観光ガイドを行っていたが、「キャビンアテンダント刑事」ではそれらの演出がすべて省かれた。
- 主人公らが何かあると集合していた行きつけの場所（バー「シャコンヌ」）等は登場しない。
- 「スチュワーデス刑事」で多く見られた他の作品（キャストの他の出演作品）とのコラボレーションやコメディタッチの描写が排除されている。
- 日本航空が所有する機材や時刻表などの“マニアックすぎる”航空ネタ（事件の解決に大きく貢献した機材の特徴やダイヤに関するネタ）は無い。
- 被害者がCAの渡航先である海外にて死亡している（「スチュワーデス刑事」では、全10作すべて日本国内にて被害者が死亡している）。

## 現実世界との相違
- 作品の終盤、主人公らが日本に帰国するシーンにて、彼女らが乗務した航空機が着陸後にそのままハンガー（格納庫）へ曳航され、航空機がハンガー内に入庫した後にタラップが横付けされて降機するという内容であったが、実際は安全を考慮して乗員・乗客を乗せたままハンガーへ航空機を曳航することはなく、乗務員（運航乗務員・客室乗務員）も乗客と同じく空港ターミナルビルの搭乗口もしくは駐機場にて搭乗・降機する。そして主人公らは着用していなかったが、実際にハンガー内へ立ち入る際において関係者はもちろん、特別に許可された場合以外は顧客等の部外者であっても安全上の理由からヘルメットの着用が義務付けられている。
- 主人公らCAが制服に着用している"JAPAN Endless Discovery"バッヂの着用位置が、現実世界ではネームプレートの上部であるのに対し、作中では左襟となっている。

## 登場人物
JALの客室・運航乗務員と乗客、ワイナリーの関係者より構成されるが、運航乗務員のみ登場は作品の前半だけで事件への関わりは一切無い。

### 日本航空 客室乗員部
斉藤美穂〈31〉
演 - 深田恭子
速水朋子〈33〉
演 - 吹石一恵
渡部結〈23〉
演 - 瀧本美織
藤澤めぐみ〈25〉
演 - すみれ
木元亜佳里〈24〉
演 - 水原希子（特別出演）
真野はるか〈24〉
演 - 佐々木希
篠田ケイ〈24〉
演 - 高橋メアリージュン
吉岡歩〈23〉
演 - 松島花
郷田佳美〈25〉
演 - 宇佐美菜穂
杉野えり子〈42〉
演 - 西山繭子
遠藤健〈53〉
演 - 国広富之

### 日本航空 運航乗員部
芦屋浩二〈28〉
演 - 鈴木亮平
上田篤史〈48〉
演 - 鈴木一真

### 乗客
広田誠二〈37〉
演 - 要潤

### 関係者
リサ・アンダーソン〈29〉
演 - ホラン千秋
大竹ヒロト〈38〉
演 - 水橋研二
中野茂利〈71〉
演 - 宝田明

## 登場機材
- ボーイング777-300ER　JL006＆005便　東京（成田）〜ニューヨーク
- ボーイング787-8　JL008＆007便　東京（成田）〜ボストン[3]

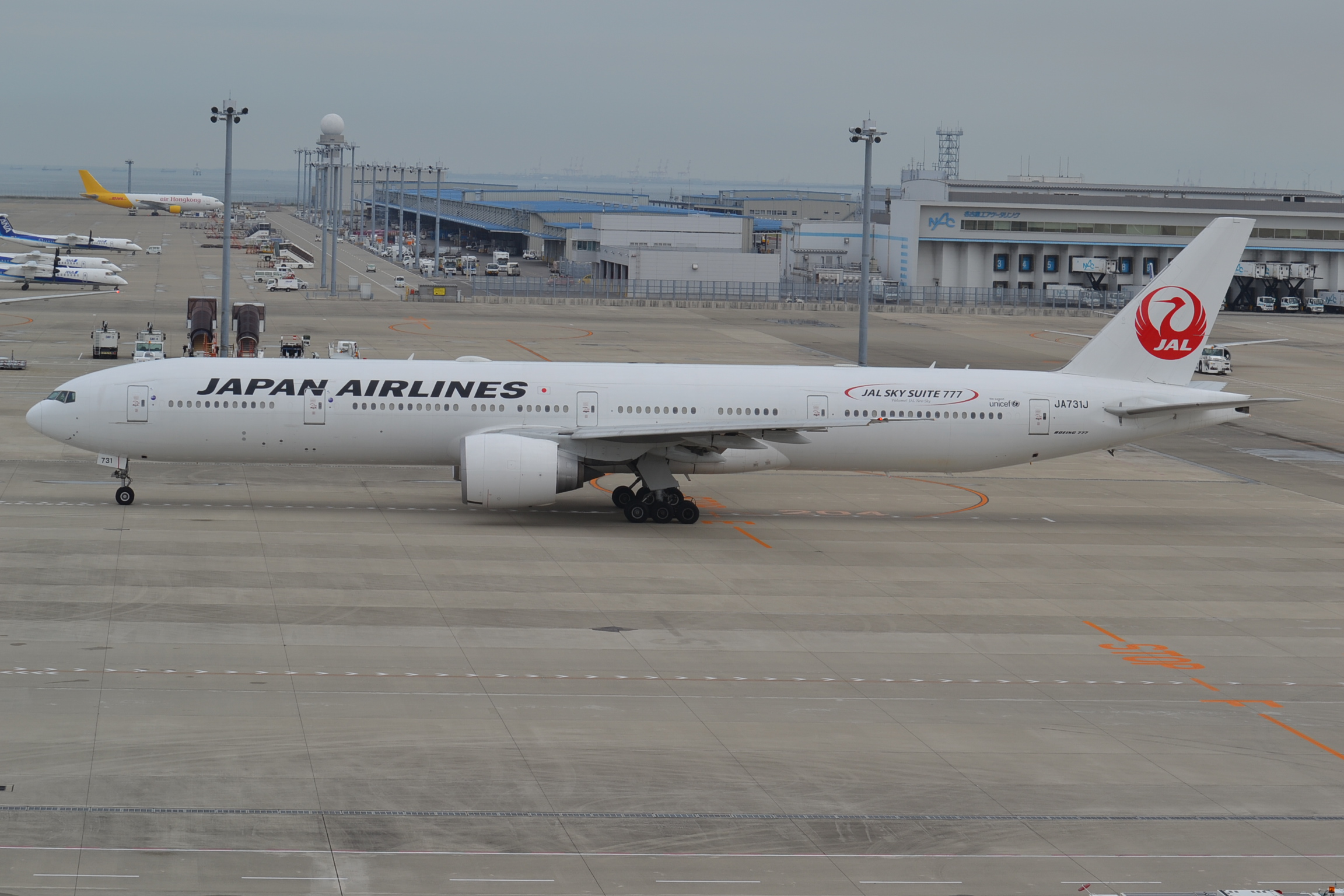
登場機と同型のボーイング777-300ER（中部国際空港）

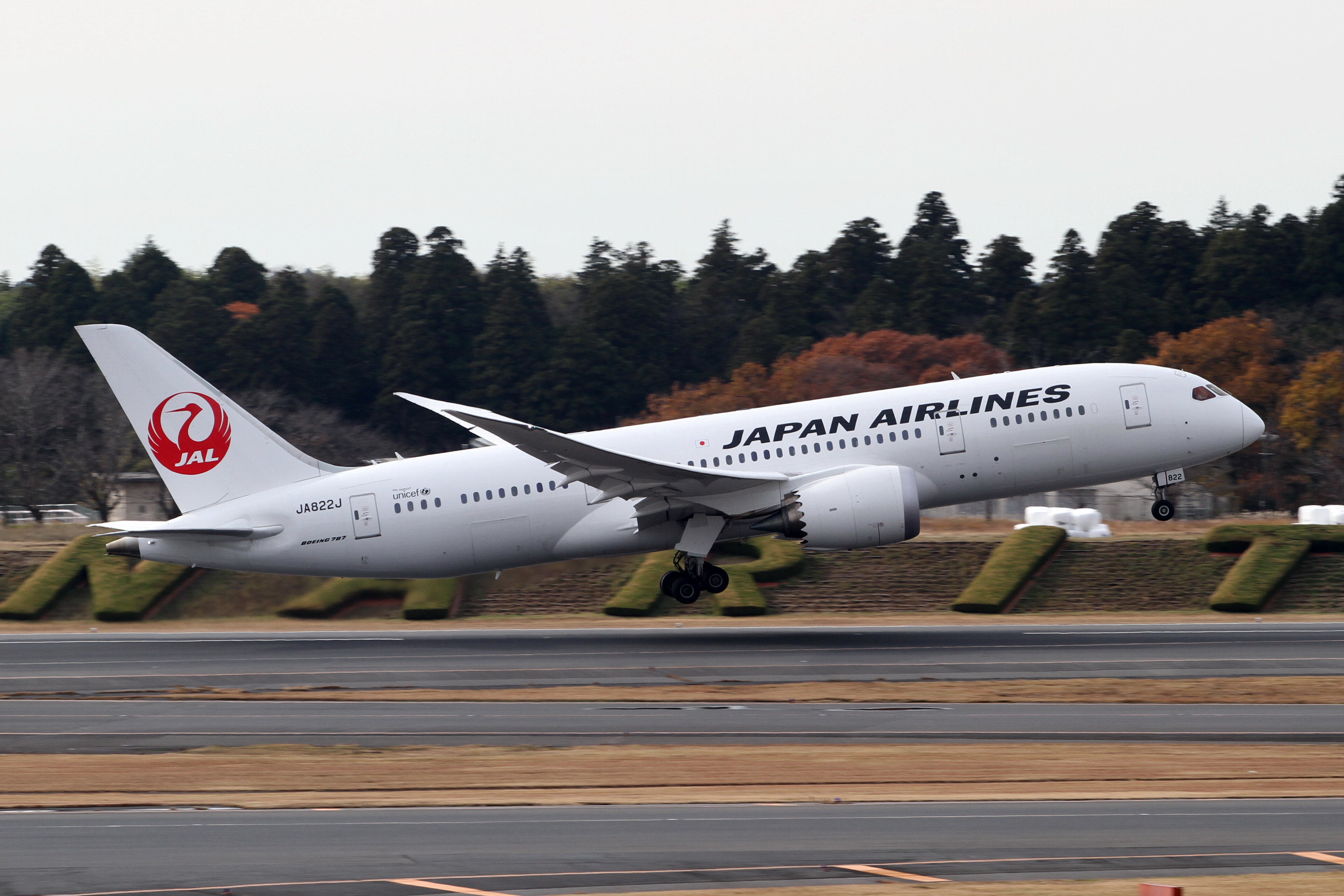
登場機と同型のボーイング787-8（成田空港）

## スタッフ
- 脚本：宇田学、金沢達也
- 演出：長瀬国博（FILM）
- 音楽：ティム・ウィン
- 企画協力[4]：伴一彦[5]、本間欧彦[6]（uhb）
- プロデューサー：関口大輔、古郡真也（FILM）
- アメリカロケ制作協力: Clip Pictures, Inc.
- 協力：JAPAN AIRLINES
- 制作協力：FILM
- 制作著作：フジテレビ

## 関連作品
- TOKYOエアポート〜東京空港管制保安部〜 - 2012年10月期に同局系で放送された連続ドラマ。本作で日本航空の客室乗務員役を演じた深田恭子と佐々木希、乗客役を演じた要潤がいずれも航空管制官役を演じていた。
- ハッピーフライト - 2008年11月に公開された日本映画。本作で日本航空の客室乗務員役を演じた吹石一恵が、全日空の国際線客室乗務員役を演じていた。